# Källmyren Kläppe
Källmyren Kläppe este o arie protejată (arie specială de conservare — SAC, sit de importanță comunitară — SCI) din Suedia întinsă pe o suprafață de 80,5 ha, integral pe uscat.

## Localizare
Centrul sitului Källmyren Kläppe este situat la coordonatele 63°13′37″N 14°47′05″E / 63.2269°N 14.7848°E.

## Înființare
Situl Källmyren Kläppe a fost declarat sit de importanță comunitară în aprilie 2004 pentru a proteja un număr necunoscut de specii din flora spontană și fauna sălbatică aflate în arealul zonei. Situl a fost protejat și ca arie specială de conservare în martie 2011.

## Biodiversitate
Situată în ecoregiunea boreală, aria protejată conține 4 habitate naturale: Mlaștini împădurite, Mlaștini alcaline, Mlaștini turboase de tranziție și turbării mișcătoare, Taiga vestică.
La baza desemnării sitului se află un număr nedeclarat de specii protejate.